# Sępichów
Sępichów – wieś w Polsce położona w województwie świętokrzyskim, w powiecie buskim, w gminie Nowy Korczyn.
W latach 1975–1998 miejscowość administracyjnie należała do województwa kieleckiego.
Przez wieś przechodzi  zielony szlak turystyczny z Wiślicy do Grochowisk.
Niedaleko Sępichowa przepływa rzeka Nida, dopływ Wisły. Wieś znajduje się na terenie Nadnidziańskiego Parku Krajobrazowego.
W Sępichowie urodził się Franciszek Krówka vel Franciszek Sępichowski (1897–1939), kapitan piechoty Wojska Polskiego, kawaler Virtuti Militari.